# Collegio di Grantham and Bourne
Grantham and Bourne è un collegio elettorale inglese situato nel Lincolnshire, nelle Midlands Orientali, e rappresentato alla Camera dei comuni del Parlamento del Regno Unito. Elegge un membro del parlamento con il sistema è first-past-the-post, ossia maggioritario a turno unico; l'attuale parlamentare è Gareth Davies del Partito Conservatore, che rappresenta il collegio dal 2024.

## Estensione
Il collegio comprende i seguenti ward:
- nel distretto di North Kesteven: Heckington Rural, Helpringham and Osbournby e una piccola parte di Cranwell, Leasingham and Wilsford;
- nel distretto di South Kesteven: Aveland; Belmont; Belvoir; Bourne Austerby; Bourne East; Bourne West; Grantham Arnoldfield; Grantham Barrowby Gate; Grantham Earlesfield; Grantham Harrowby; Grantham Springfield; Grantham St. Vincent’s; Grantham St. Wulfram’s; Lincrest; Loveden Heath; Morton; Peascliffe and Ridgeway; Toller e Viking.[1]

## Membri del parlamento
| Elezione | Elezione | Deputato      | Partito      |
| -------- | -------- | ------------- | ------------ |
|          | 2024     | Gareth Davies | Conservatore |

## Elezioni

### Elezioni negli anni 2020
| Partito                    | Partito                                         | Candidato                  | Risultati 4 luglio 2024 | Risultati 4 luglio 2024 |
| Partito                    | Partito                                         | Candidato                  | Voti                    | %                       |
| -------------------------- | ----------------------------------------------- | -------------------------- | ----------------------- | ----------------------- |
|                            | Conservatore                                    | Gareth Davies              | 16 770                  | 36,36                   |
|                            | Laburista                                       | Vipul Bechar               | 12 274                  | 26,61                   |
|                            | Reform UK                                       | Mike Rudkin                | 9 393                   | 20,36                   |
|                            | Verdi                                           | Anne Gayfer                | 2 570                   | 5,57                    |
|                            | Lib Dem                                         | John Vincent               | 2 027                   | 4,39                    |
|                            | Indipendente                                    | Ian Selby                  | 1 642                   | 3,56                    |
|                            | Lincolnshire Independents                       | Charmaine Morgan           | 1 245                   | 2,70                    |
|                            | Social Democratico                              | Alexander Mitchell         | 204                     | 0,44                    |
|                            |                                                 |                            |                         |                         |
| Iscritti                   | Iscritti                                        | Iscritti                   | 73 280                  | 100,00                  |
| ↳ Votanti (% su iscritti)  | ↳ Votanti (% su iscritti)                       | ↳ Votanti (% su iscritti)  | 46 275                  | 63,15                   |
| ↳ Astenuti (% su iscritti) | ↳ Astenuti (% su iscritti)                      | ↳ Astenuti (% su iscritti) | 27 005                  | 36,85                   |
|                            |                                                 |                            |                         |                         |
|                            | Esito: collegio a Conservatore (nuovo collegio) |                            |                         |                         |